# 252
Năm 252 là một năm trong lịch Julius. 

## Mất
Tôn Quyền: Vua nước Đông Ngô thời Tam Quốc (sinh năm 182).